# Пуако (Гаваї)
Пуако (англ. Puako) — переписна місцевість (CDP) в США, в окрузі Гаваї штату Гаваї. Населення — 267 осіб (2020).

## Географія
Пуако розташоване за координатами 19°56′21″ пн. ш. 155°52′11″ зх. д. / 19.93917° пн. ш. 155.86972° зх. д. (19.939031, -155.869651).  За даними Бюро перепису населення США в 2010 році переписна місцевість мала площу 45,67 км², з яких 26,69 км² — суходіл та 18,98 км² — водойми.

## Демографія
Згідно з переписом 2010 року, у переписній місцевості мешкали 772 особи в 393 домогосподарствах у складі 223 родин. Густота населення становила 17 осіб/км².  Було 2229 помешкань (49/км²).
Расовий склад населення:
| - 73,2 % — білих - 11,1 % — азіатів - 1,2 % — вихідців з тихоокеанських островів - 0,4 % — корінних американців - 0,4 % — чорних або афроамериканців - 1,0 % — осіб інших рас |

До двох чи більше рас належало 12,7 %. Частка іспаномовних становила 4,0 % від усіх жителів.
За віковим діапазоном населення розподілялося таким чином: 11,5 % — особи молодші 18 років, 66,0 % — особи у віці 18—64 років, 22,5 % — особи у віці 65 років та старші. Медіана віку мешканця становила 55,6 року. На 100 осіб жіночої статі у переписній місцевості припадало 107,5 чоловіків;  на 100 жінок у віці від 18 років та старших — 106,3 чоловіків також старших 18 років.
Середній дохід на одне домашнє господарство  становив 140 770 доларів США (медіана — 73 750), а середній дохід на одну сім'ю — 178 432 долари (медіана — 117 708). За межею бідності перебувало 8,8 % осіб, у тому числі 27,1 % дітей у віці до 18 років та 3,3 % осіб у віці 65 років та старших.
Цивільне працевлаштоване населення становило 339 осіб. Основні галузі зайнятості: мистецтво, розваги та відпочинок — 30,4 %, фінанси, страхування та нерухомість — 15,6 %, науковці, спеціалісти, менеджери — 13,6 %.